# Кузьменко, Михаил Фёдорович
Михаил Федорович Кузьменко (1939—2008) — начальник Ильичёвского морского торгового порта (1989—1993).

## Биография
Родился 2 октября 1939 года в селе Черепин Черкасской области в семье крестьянина. Украинец.
Отлично окончил среднюю школу в Корсунь-Шевченковском, в семье было 6 детей, поэтому поехал жить и учиться в Одессу (станция Шевченково приписана к Одесской железной дороге). После окончания Одесского мореходного училища работал в порту Корсаков на Сахалине. В декабре 1963 г. начал работать Ильичёвском морском торговом порту стивидором 2-го грузового района. Прошел трудовой путь до начальника порта, должность которого получил в результате открытых выборов в 1989 г. Уволился с этой должности по собственному желанию в 1993 г. по причине конфликта с профсоюзами. До выхода на пенсию работал помощником начальника порта по ВЭД.
Руководил портом в самый тяжёлые годы распада СССР и уничтожения единой транспортной системы. Упорно сопротивлялся попыткам развалить порт, на отраслевом уровне принимал активное участие в создании первой независимой Ассоциации портов Украины (УКРАСПО).
Обладал большим авторитетом в порту и в городе, не терпел высокомерия и понукания подчиненными, всегда старался завоевать доверие и понимание сотрудников. Проститься с Михаилом Федоровичем пришло свыше 5 тысяч человек.
Член КПСС, делегат XXVIII съезда КПСС.
1956—1959 — курсант Одесского мореходного училища.
1960—1963 — работа в Корсаковском морском порту — крановщик, диспетчер-механик 2 грузового района, старший механик 1 грузового района.
1963—1971 — Ильичёвский порт — стивидор, старший диспетчер, заместитель начальника 2 грузового района порта по эксплуатации, старший диспетчер по оперативному планированию 2 грузового района, заместитель начальника 1 грузового району по эксплуатации.
1970—1981 — начальник 3 грузового района Ильичёвского порта (в 1976 г. номер изменен на 4 район)
1981—1988 — главный диспетчер Ильичёвского порта
1988—1989 — заместитель начальника Ильичёвского порта по эксплуатации
январь 1989-декабрь 1993 — начальник Ильичёвского порта
январь 1994—2006 — помощник начальника Ильичёвского порта по ВЭД.
Образование: Одесское мореходное училище (1959), Одесский институт инженеров морского флота, эксплуатационный факультет (1974, заочно).
Увлечения: история, работа по дереву, Украина.

### Семья
- Отец — Фёдор Евсеевич, 1898—1962.
- Мать — Мария Ивановна, 1905—1992.
- Жена — Людмила Андреевна (род. 1938), с 1968 г.
- Сын — Сергей (род. 1961).
- Дочь — Леся (род. 1962).
- Сын — Андрей (род. 1972).

## Награды и звания
- Орден «Почета»
- Почетный работник ММФ СССР морского транспорта (1976)
- Почетный работник Ильичевского порта (2006)
- Ветеран Ильичевского порта
- Член-корреспондент Транспортной академии наук Украини (1992)
- Мемориальная доска на доме в Ильичевске.
- Почетная грамота Кабинета Министров Украины.